# Страва

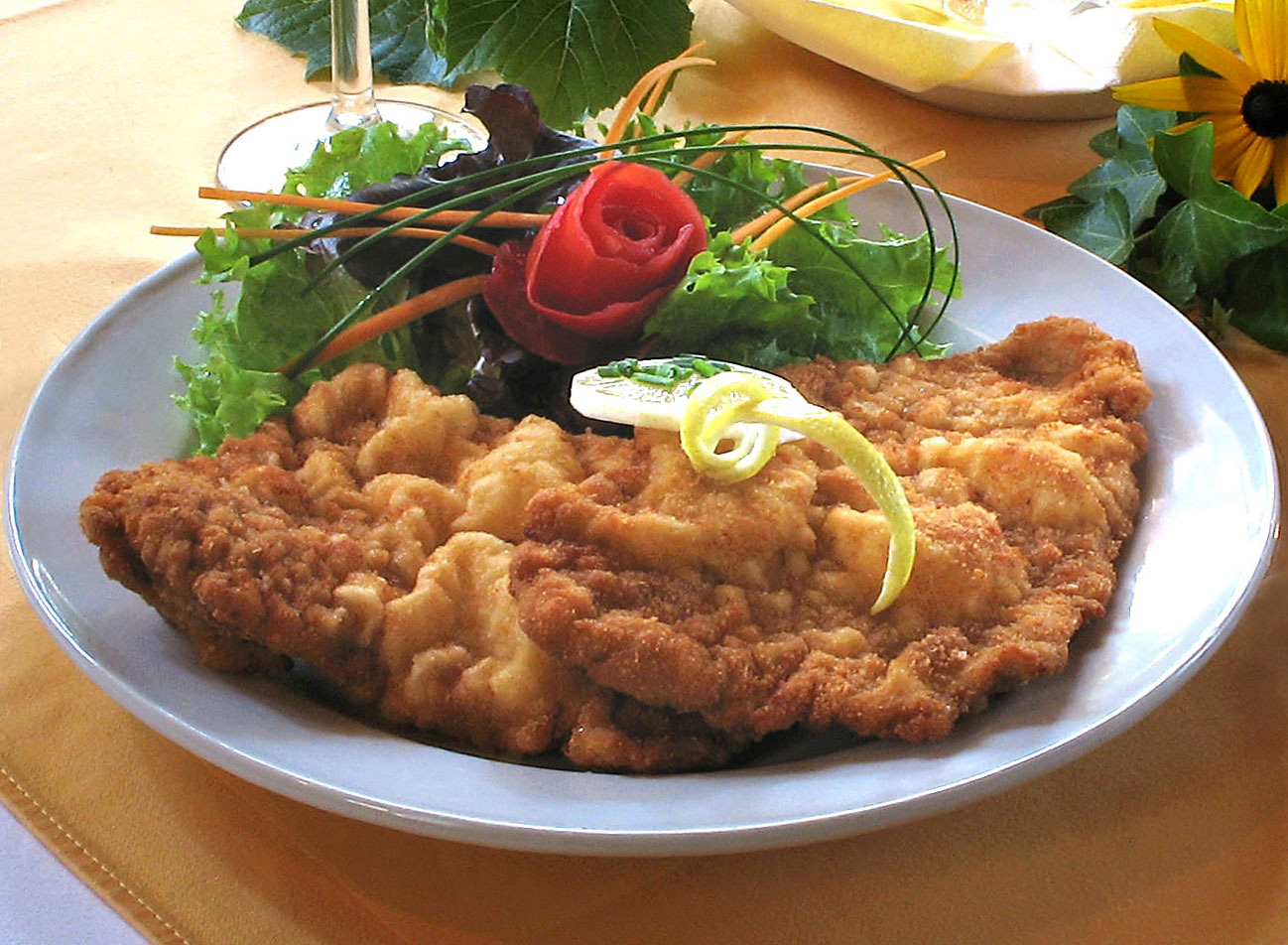
Віденський шніцель

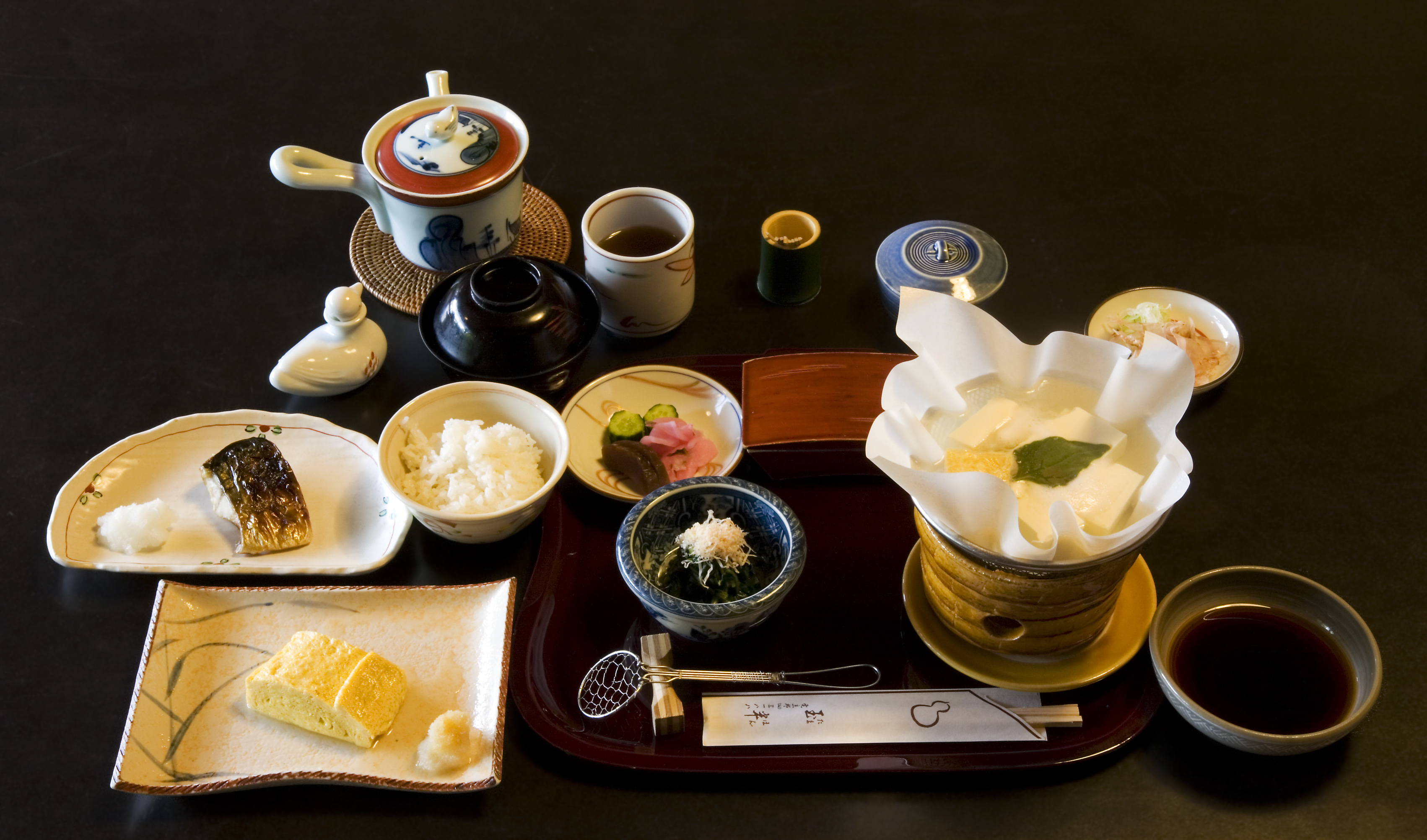
Сніданок в Кіото з різними стравами

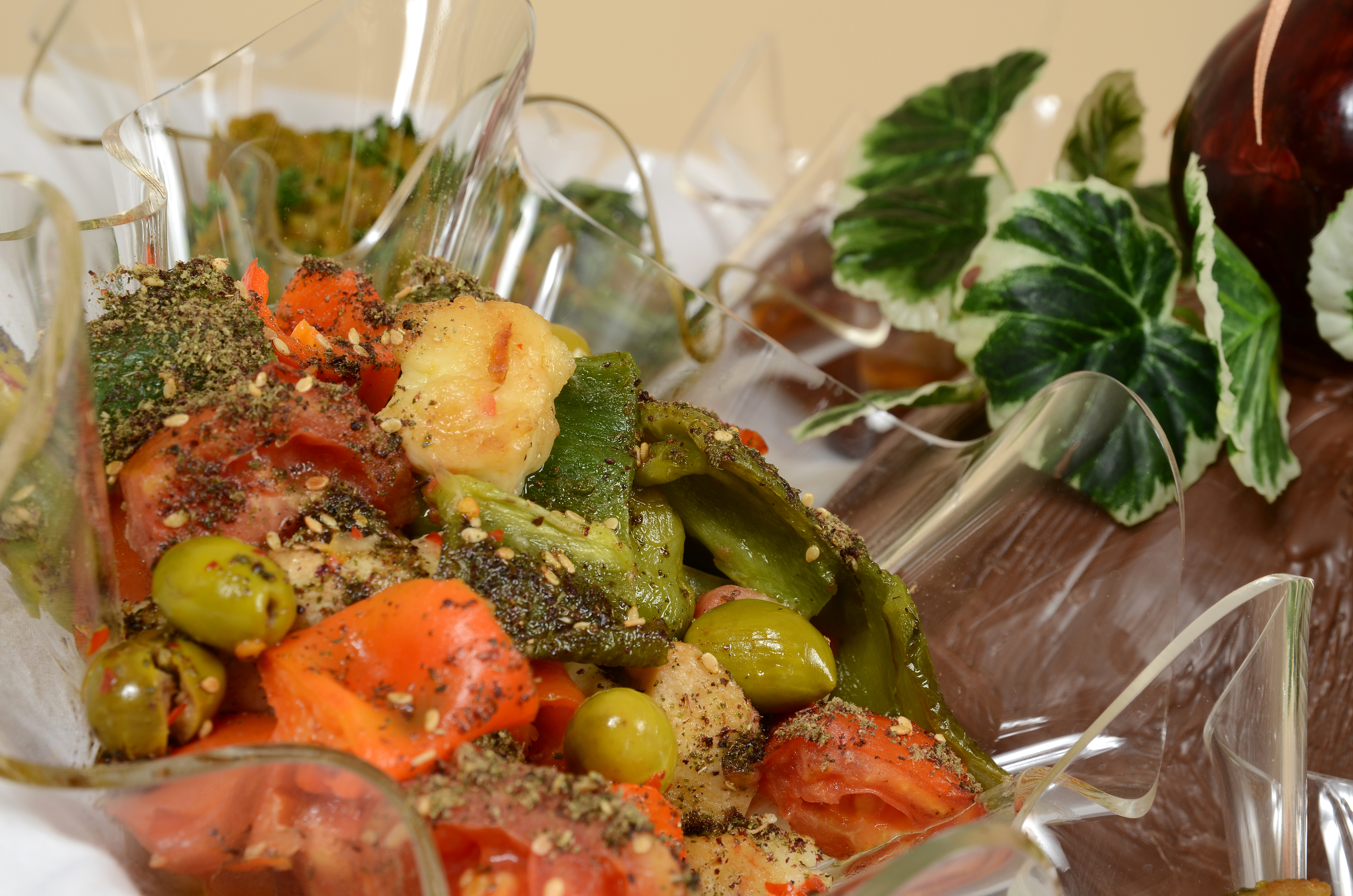
Овочева страва

Стра́ва, заст. потра́ва — поєднання продуктів харчування, які доведені до кулінарної готовності, порційні, оформлені і готові до споживання.
Страви цінуються за їхні смакові властивості, що є найголовнішою характеристикою будь-яких харчових продуктів, але смакове сприйняття дуже індивідуальне й важко піддається вербальному опису.
Вживання страв у різних народів особливе. Страви одного народу називають кухнею цього народу. Наприклад, страви українського народу — українська кухня.
Багато страв мають конкретні імена.

## Назви страв. Іменування
Умовно можна виділити такі аспекти, які лежать в основі словникового тлумачення назви страви:
- 1) рід страви (суп, кондитерський виріб, напій та ін.),
- 2) спосіб приготування (варіння, смаження),
- 3) склад компонентів (із чого готується),
- 4) зовнішній вигляд,
- 5) походження / культурний компонент (приналежність до національної кухні певного народу; не завжди вказується прямо, частіше виводиться з етимології слова),
- 6) типове споживання (холодним, гарячим, із чимось).

## Класифікація страв
Страви традиційно поділяють згідно з етапами споживання їжі, на «перші страви» (англ. first course), «другі страви» (англ. second course) та «солодкі страви» (англ. dessert). Іншою класифікацією є перші страви, основна страва та десерт.
Альтернативною класифікацією, згідно з більш пізніми джерелами, є поділ на холодні страви або закуски, гарячі страви та десерти.
У спеціалізованій літературі досить часто зустрічається комбінація наведених вище класифікацій страв з поділом страв за:
- а) етапами споживання,
- б) видами,
- в) продуктами, з яких їх було вироблено (страви з м'яса, страви з рибних й нерибних продуктів, страви з овочів та ін.),
- г) способом приготування.

### Перші страви
Перші страви допомагають збудити апетит і активізувати діяльність травних залоз, що пояснюється наявністю у більшості страв екстрактивних речовин. Перші страви, приготовані з різних овочів, забезпечують організм вітамінами та мікроелементами. Вони містять велику кількість рідини і покривають потребу організму у воді на 15-25 %.
Багато перших страв мають високу енергетичну цінність (кулешики, борщі, юшки з крупами, бобовими та макаронними виробами, молочні супи), оскільки до складу їх входять м'ясо, риба, крупи, бобові та макаронні вироби. Поживну цінність перших страв підвищують вироби з борошна (хліб, галушки, пампушки та інші). Калорійність таких перших страв, як бульйони без гарніру, овочеві юшки (крім картопляних), капусняки без м'яса, дуже низька.

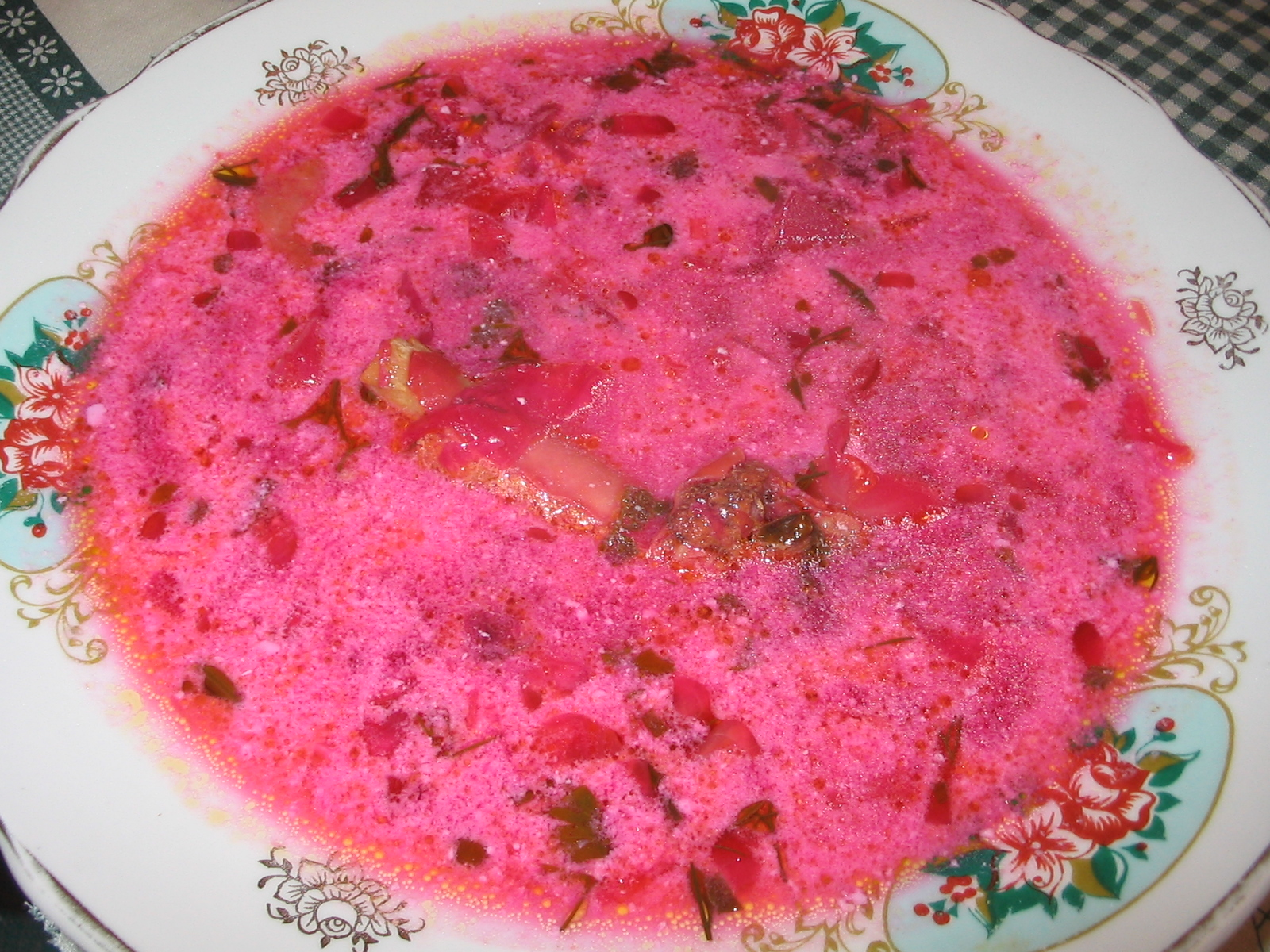
Борщ — перша страва української кухні
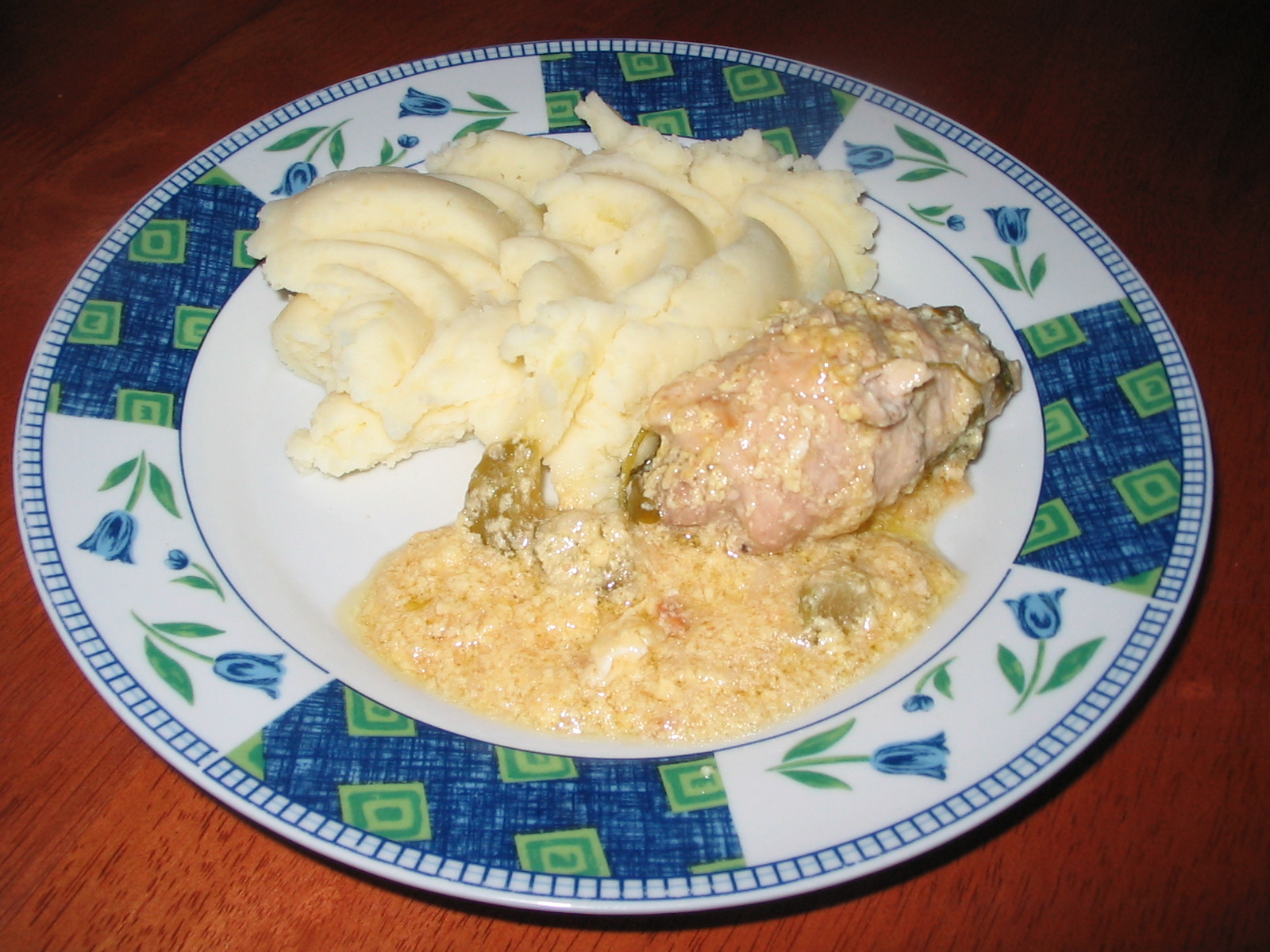
Крученики (завиванці) — друга страва української кухні
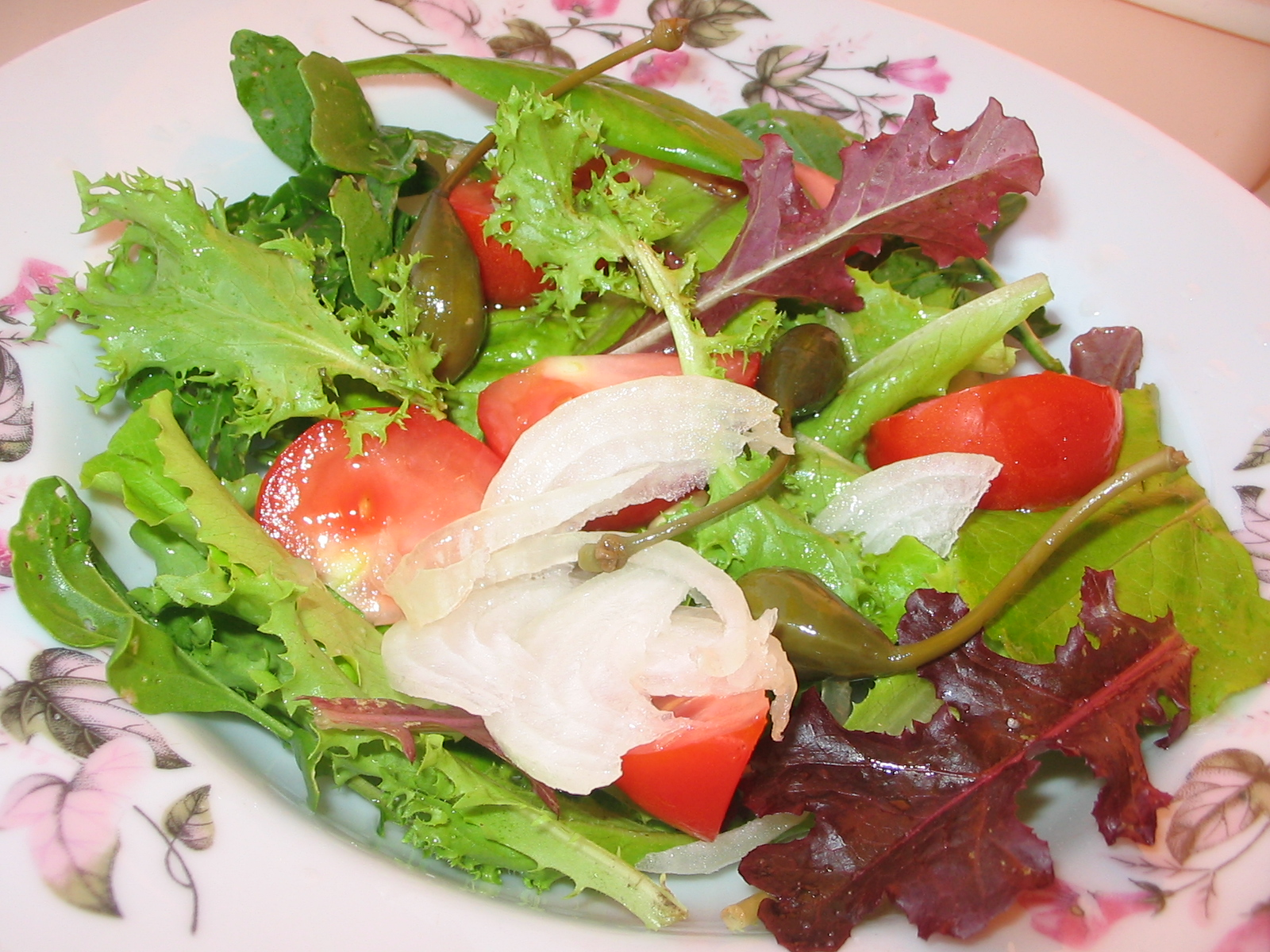
Закуска — овочевий салат
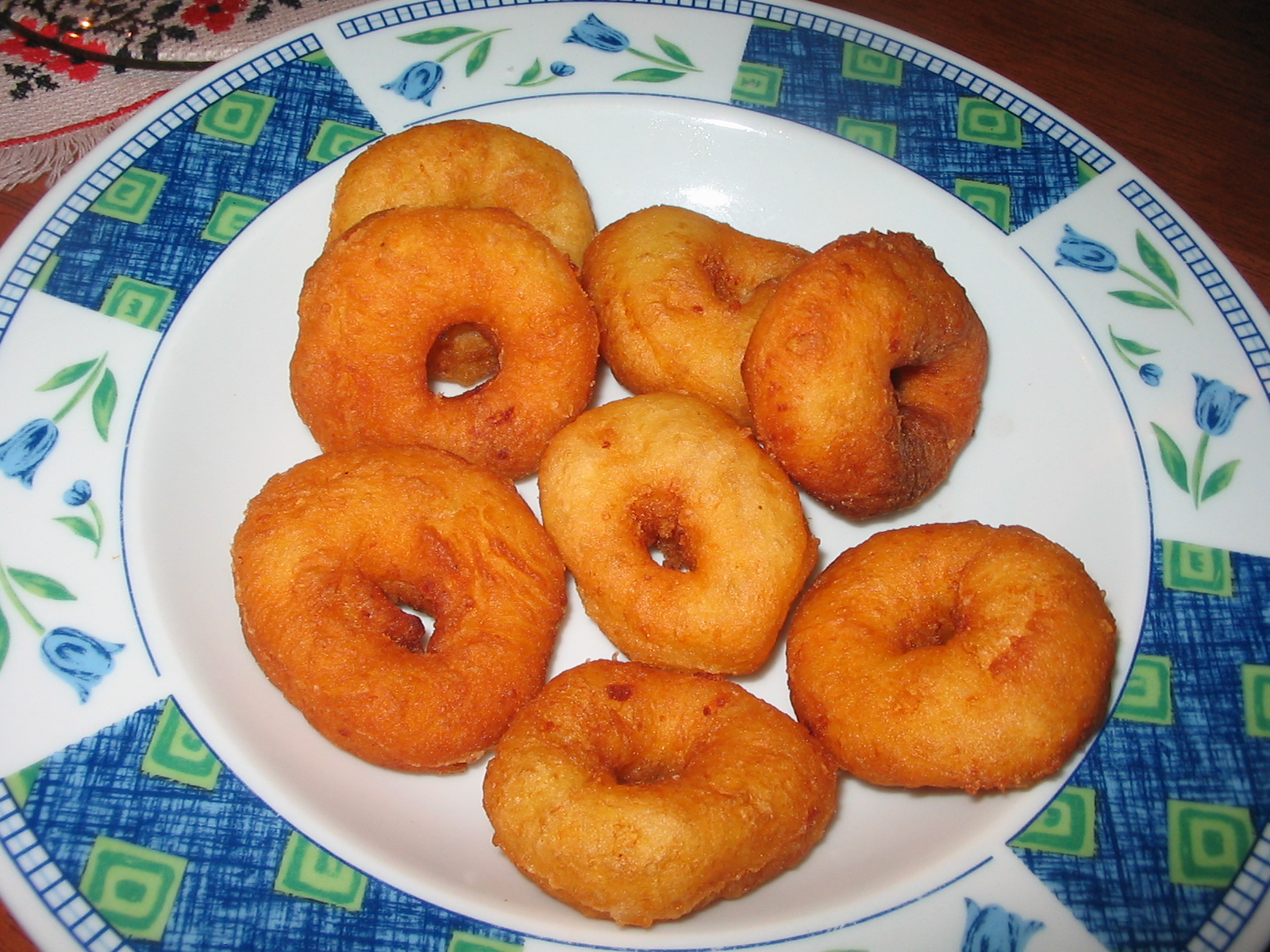
Десерт — солодкі сирні кільця

#### Класифікації перших страв
Перші страви класифікують за декількома ознаками: за характером рідкої основи, температурою подачі, способом приготування.
По температурі подачі перші страви поділяються на холодні і гарячі. До гарячих належать перші страви на бульйонах, відварах і молоці; до холодних — всі інші.
Температура подачі гарячих страв — не менш 75°С, а холодних — не вище 14°С.
За характером рідкої основи перші страви поділяють на 4 групи:
 — 1 група — на бульйонах (кістковому, м'ясо-кістковому, з птиці, м'ясному, рибному, грибному) та на відварах (овочевому, з бобових, з круп і макаронних виробів);
 — 2 група — на молоці;
 — 3 група — на хлібному квасі, сироватці, кислому молоці, охолодженому овочевому відварі, охолоджених і проціджених бульйонах, відварах з житніх сухарів;
 — 4 група — на фруктових і ягідних відварах (солодкі)
 — страви четвертої групи поділяють на протерті та не протерті.
За способом приготування розрізняють перші страви заправні (борщі, юшки (овочеві, картопляні, без картоплі), розсольники, капусняки, щі, супи, кулеші та ін.), прозорі (бульйони), пюреподібні (кулешики з овочів, м'яса) і різні (солодкі, молочні, холодні).
Перші страви, які готують з молочних і рослинних продуктів (без м'яса), називаються вегетаріанськими.

### Другі страви
Друга — страва, більшість складу якої — сухий продукт (для прикладу: гречана каша, м'ясо, макарони…).
Другі страви подають в гарячому вигляді при температурі 65оС, соуси до них — при 75о, температура порційних страв досягає 80-90оС.

### Солодкі страви
Солодкі страви — рідина, або десерт (для прикладу: торт, чай).

### Гарячі і холодні страви
Сформована під впливом європейської кулінарної традиції, згідно з сучаснішими джерелами є альтернативна класифікація з поділу на холодні страви або закуски, гарячі страви та десерт.
Температура гарячих страв не повинна перевищувати 50-60 °C.
Звісно, гаряча страва може бути як гарячою, так і холодною (тобто охололою чи не розігрітою), але найкраще, якщо вона таки гаряча; натомість холодна страва може бути приготовлена шляхом високотемпературної обробки.